# Лидский, Виктор Борисович
Виктор Борисович Лидский (4 мая 1924, Одесса — 29 июля 2008, Москва) — советский и российский математик, специалист по математической физике, теории дифференциальных уравнений и теории спектральных операторов. Доктор физико-математических наук, заслуженный профессор МФТИ.

## Биография
Родился в еврейской семье, отец служил врачом. 20 июня 1941 года окончил среднюю школу, был направлен в военное училище.
Участник Великой Отечественной войны. В феврале 1943 году окончил военное училище. С апреля 1943 года по 8 мая 1945 года — на фронте, разведчик, участник сражений на Курской дуге, войну закончил в Праге.
В августе 1946 года демобилизовался и поступил в МГУ на механико-математический факультет. После окончания МГУ (1951) преподавал математику в Московском химико-технологическом техникуме. Учился в заочной аспирантуре. Защитил кандидатскую диссертацию (1954), научный руководитель — Израиль Гельфанд. С 1954 года преподавал в МФТИ.
Доктор физико-математических наук (1959), тема диссертации «Условия полноты системы корневых подпространств у несамосопряжённых операторов с дискретным спектром».
Умер 29 июля 2008 года. Похоронен на Перепечинском кладбище.

## Семья
- Первая жена — математик Милица Генриховна Нейгауз, дочь пианиста Генриха Нейгауза[3].
  - Сыновья — Владимир Викторович Лидский (научный сотрудник ФИАН) и Борис Викторович Лидский (старший научный сотрудник математического отдела Института химической физики РАН, преподаватель школы-мастерской «Маленький Ковчег»).
- Вторая жена — переводчик Инна Максимовна Бернштейн.
  - Сын — пианист Михаил Викторович Лидский.

## Награды и премии
- Орден Красной Звезды (1943) — приказом командира 14 ОСД 24.10.1943[4]
- Медаль «За отвагу» (1944) — приказом командира 27 стрелкового корпуса (август 1944).
- Орден Отечественной войны 2-й степени (1944) — приказом командира 27 стрелкового корпуса (август 1944).
- Орден Отечественной Войны 2-й степени(1945) — приказом командира 27 стрелкового корпуса (январь 1945).
- Орден «Знак Почёта» (1966) — Указ Президиума ВС СССР
- Орден Отечественной войны 2-й степени (1985) — Указ Президиума ВС СССР
- Орден Почёта (2001) — за заслуги в научной работе, значительный вклад в дело подготовки высококвалифицированных специалистов и в связи с 50-летием со дня основания вуза[5]
- Государственная премия Российской Федерации в области науки и техники (1998) — за цикл работ «Фундаментальные проблемы теории тонкостенных конструкций»[6]
- Медаль «За освобождение Праги»[7]
- Медаль «За победу над Германией в Великой Отечественной войне 1941—1945 гг.»[8]